# 鳥山下町
鳥山下町（とりやましもちょう）は、群馬県太田市にある地名（町丁）。郵便番号は373-0063。

## 概要
鳥之郷地区にある町丁。

## 地理

### 近隣町丁
- 鳥山町
- 大島町
- 新野町
- 鶴生田町

## 世帯数と人口
2022年（令和4年）3月31日現在の世帯数と人口は以下の通りである。
| 町丁     | 世帯数  | 人口   |
| -------- | ------- | ------ |
| 鳥山下町 | 506世帯 | 1077人 |

## 小・中学校の学区
市立小・中学校に通う場合、学区は以下の通りとなる。
| 番地 | 小学校               | 中学校           |
| ---- | -------------------- | ---------------- |
| 全域 | 太田市立鳥之郷小学校 | 太田市立西中学校 |

## 交通

### 鉄道
東武桐生線が通っており、三枚橋駅がある。

### 道路
- 群馬県道323号鳥山竜舞線
- 群馬県道78号太田大間々線

## 施設

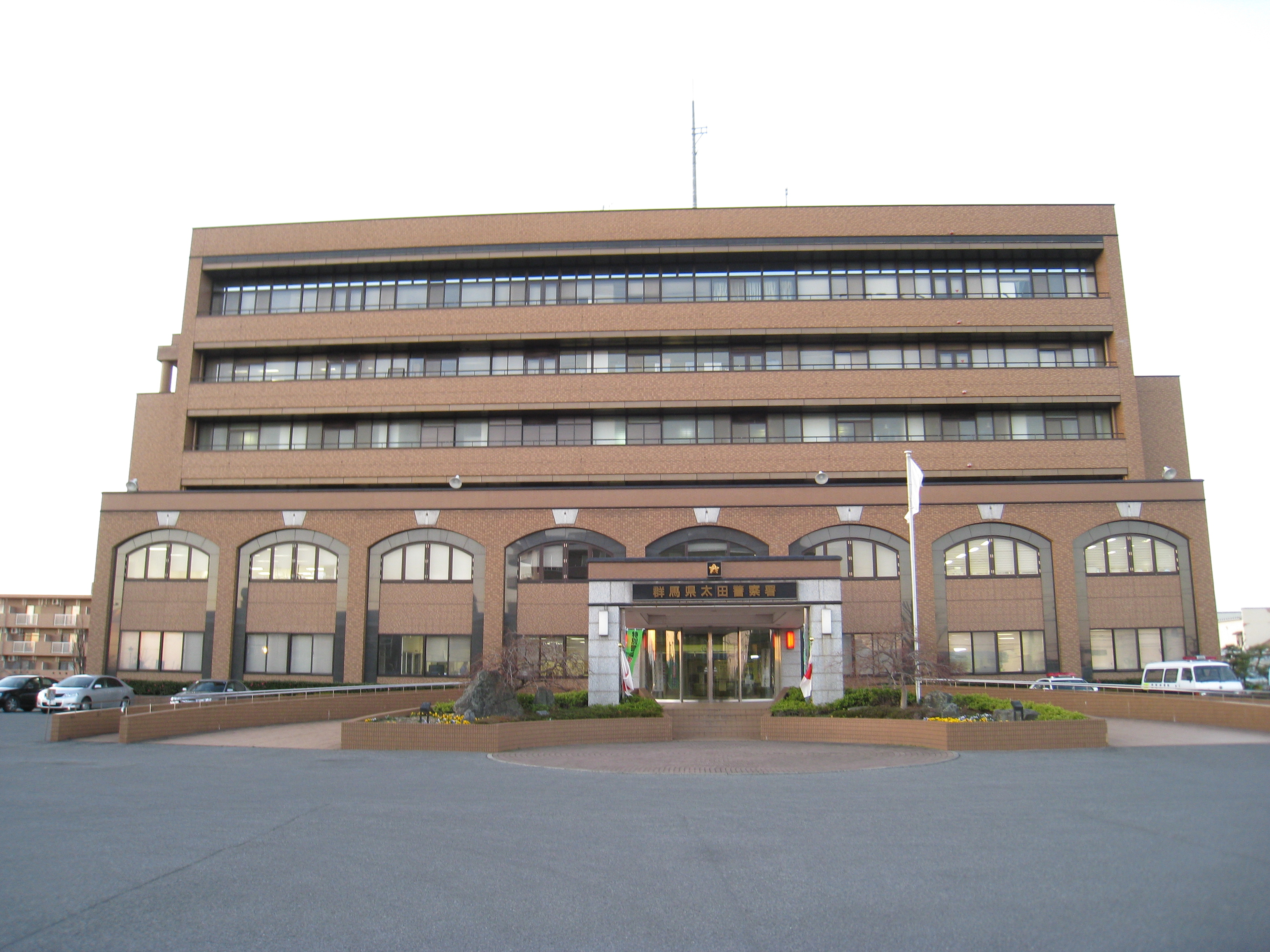
太田警察署

- 太田警察署
- ローソン 太田鳥山下店